# کرسنت ولی (نوادا)
کرسنت ولی، نوادا (به انگلیسی: Crescent Valley, Nevada) یک محدوده ثبت‌نشده در ایالات متحده آمریکا است که در شهرستان یورکا، نوادا واقع شده‌است.